# گره عصبی

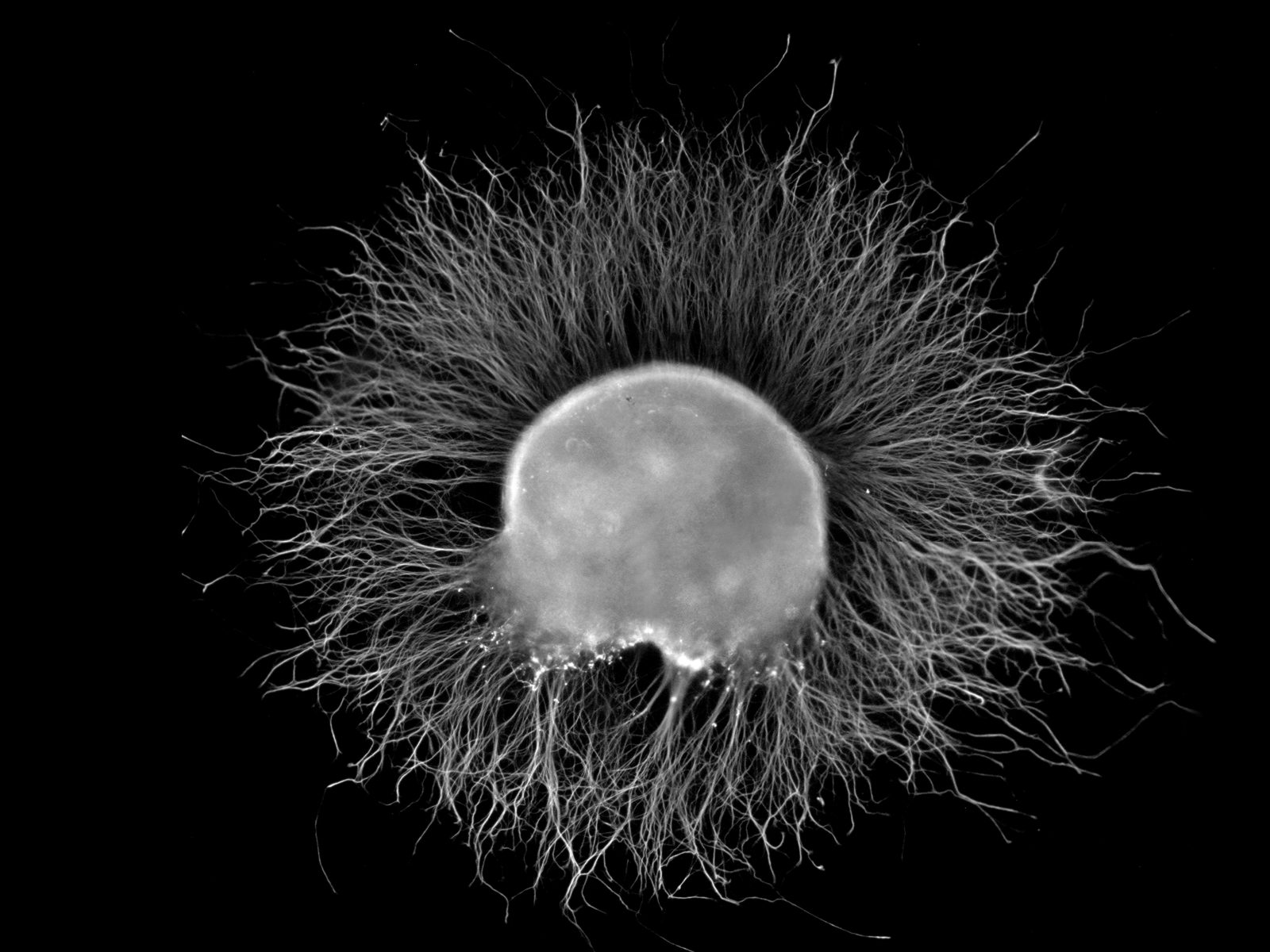
گانگلیون پشتی ریشه مربوط به جنین مرغ.

گره عصبی (مخفف: گره) یا عقده یا گانگلیون (به انگلیسی: Ganglion) به توده‌ای از بافت‌های زیستی گفته می‌شود به‌ویژه به توده‌ای از یاخته‌های عصبی.
به سلول‌هایی که در گانگلیون جا دارند یاخته‌های عقده‌ای گفته می‌شود.
گانگلیون در معنی کمتر رایجی به معنای شکلی از تومورهای کیستی که در روی نیام یا تاندون ایجاد شود است.
اندازه گانگلیون‌ها و هم‌چنین تعداد نورون‌های هر گانگلیون بسیار متفاوت است (از چند نورون تا ۵۰ هزار نورون). هر گانگلیون درون کپسولی متشکل از بافت همبند محصور می‌باشد. از این کپسول شاخه‌هایی به داخل گنگلیون‌ها پیش می‌روند و آن را به بخش‌هایی تقسیم می‌کنند. گانگلیون‌های نخاعی را می‌توان به صورت برجستگی‌های کروی یا دوکی‌شکل بر سر راه ریشه پشتی عصب‌های نخاعی مشاهده نمود. گانگلیون‌های خودکار به دو صورت دو تنه سمپاتیکی در اطراف ستون فقرات قرار دارند.